# Peperomia bradei
Peperomia bradei är en pepparväxtart som beskrevs av Truman George Yuncker. Peperomia bradei ingår i släktet peperomior, och familjen pepparväxter. Inga underarter finns listade i Catalogue of Life.